# Liparis swenssonii
Liparis swenssonii är en orkidéart som beskrevs av Frederick Manson Bailey. Liparis swenssonii ingår i släktet gulyxnen, och familjen orkidéer. Inga underarter finns listade i Catalogue of Life.